# Oudborch

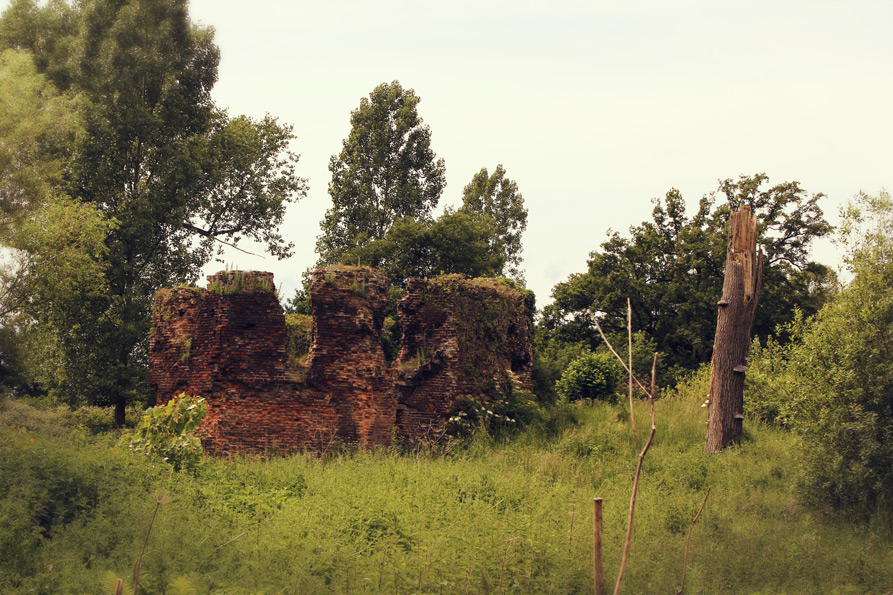
Kasteel Naborch te Swalmen, Mei 2014

Kasteel Oudborch, Ouborch of Huis te Swalmen is de ruïne van een kasteel uit vermoedelijk circa 1300, ook bekend als Naborch of Aldenborg en gelegen te Swalmen, in het noorden van de gemeente Roermond, aan de rivier de Swalm.
De Ouborg is een van de oudste kasteelruïnes in Nederland, iets jonger dan die van het Huis te Merwede, maar de restanten zijn hier uitgebreider. De Ouborg is vermoedelijk in de 15e eeuw door brand verwoest.
Van het voormalige kasteel is slechts aanwezig een deel van de zuidwestelijke buitenmuur, het onderste deel van de bakstenen woontoren (donjon), die door zijn achthoekige vorm uniek is voor Nederland, met de aanzet van een keldergewelf, en een rest van de traptoren. Er is nog een rest van een omgrachting, die vroeger gevoed werden door het aangrenzende riviertje de Swalm. In de grond liggen nog belangrijke archeologische resten, de fundamenten van het kasteel en de voorburcht
Vanuit de trein van Roermond naar Venlo kan men deze romantische ruïne aan de Swalm zien liggen.

## Bouwkundig
Het kasteel was een rechthoekig gebouw van 25 bij 17 meter met op de zuidelijke hoek de donjon of woontoren in achthoekige vorm. Aan deze woontoren lag een L-vormige woonvleugel aan een kleine binnenplaats. De muren van het kasteel waren 1,50 meter dik en van baksteen.
In 1916 schijnen veel stenen van het kasteel gebruikt te zijn voor de restauratie van de nabijgelegen Sint-Dionysiuskerk te Asselt. Op een foto van rond 1900 is te zien dat de muren toen aanzienlijk hoger waren.
De huidige ruïne werd eindelijk geconsolideerd, maar het zou aanbeveling verdienen om de contouren weer tot een halve meter op te metselen als landmark voor de nieuwe snelweg die hier vlak langs loopt.

## Geschiedenis
De eerste ridder van Swalmen was een Seger van Broeckhuysen genaamd van Swalmen (vermeld 1271-1286). Of hij hier een versterking had is onbekend. Het kasteel is bijna zeker gesticht door zijn kleinzoon Seger Vosken (vermeld 1313-1347), die zich alleen nog maar naar zijn heerlijkheid Van Swalmen noemde. Onder druk van de Graaf van Gelre en door schulden geplaagd, vermoedelijk wegens losgeld, werd deze heerlijkheid aan de graaf verkocht in 1331. Het kasteel zelf werd later door zijn zoon Robijn van Swalmen in 1381 verkocht aan diens neef Diderick van Oost. Deze Dirk van Oost verheft het huis te Hillenraad, dat hij reeds bezat in 1380, samen met dat van Swalmen en hun voorburchten op 10 juni 1394. Zijn kleinzoon Derich van Oost wordt op 1 januari 1460 (na het overlijden van vader Johan van Oost) namens zijn zuster Isabella beleend met de Ouborgh te Swalmen. Door het huwelijk van Isabella van Oest met Arnold Schenck van Nydeggen kwam Swalmen in 1486 aan deze familie. De eigendom blijft daarna verbonden aan het huis Hillenraad van de familie Schenk van Nydeggen. Hendrick Schenck van Nydeggen, ridder in de Duitse Orde en commandeur van Ramerstorf, enerzijds, en Arnold Schenck van Nydeggen, heer te Hillenraad, anderzijds, sluiten op 17 september 1693 een overeenkomst waarbij tot beëindiging van de conflicten tussen beiden bepaald wordt dat eerstgenoemde het goed de Aldenborg te Swalmen ontvangt.

## Noot
1. ↑  http://www.loegiesen.nl/toponiemen/Naborch.htm

Aerwinkel · Kasteel Afferden · Aldt Huys · Aldenborgh · Kasteel Aldenghoor · Aldenhoven · Alte Burg · Kasteel Amstenrade · Slot Annendael · Kasteel Arcen · Baersdonck · Bakvliet · Baronsberg · Baxhof · Beegden ·  Benzenrade · Kasteel De Berckt · Kasteel Bethlehem · Beusdaelshof · Binsfeld · Huis Blankenberg · Kasteel Bleijenbeek · Blitterswijck · Boerlo · Bolberg · Bollenberg · Kasteel De Bongard · Borggraaf · Kasteel d'Erp · Kasteel Borggraaf · Kasteel Borgharen · Kasteel Born · Huis Bree · Breust · Kasteel Broekhuizen · Broekhuizen · Gracht Burggraaf · Kasteel De Burght · Kasteel Cartils · Cloppenburg (Oost-Maarland) · Kasteel Cortenbach · Huis De Dael · Dammerscheid · Kasteel De Bockenhof · De Donck (Sevenum) · De Donck (Swolgen) · De Dorth ·  Huis ten Dijcken · Kasteel Doenrade · De Doom · Douve · Douvenrade · De Dries · Kasteel Erenstein · Kasteel Eijsden · Eijsden · Einrade · Kasteel Elsloo · Ensenbroek · Eperhuis · Etzenraderhuuske · Exaten · Kasteel Eijckholt · Kasteel Eyckholt · Eys · Gastendonck · Kasteel Genbroek · Gebroken Slot · Kasteel Geijsteren · Kasteel Op Genhoes · Kasteel Genhoes · Genneperhuis · Kasteel Het Geudje · Kasteel Geulle · Kasteel Geusselt · Geijsteren · Gen Heck · Ghoor · Kasteel Goedenraad · Kasteel Grasbroek · Kasteel Groenendaal · Groethof · Groot Paarlo · Kasteel van Gronsveld · De Gun ·Kasteel Haeren · Kasteel Den Halder · Heerlaer · Heeze · Heijen · 's-Herenanstel · Kasteel Hillenraad · Kasteel Hoensbroek · Hoenshuis · Holstrate · Holtmühle · Huize Holtum · Kasteel Horn · De Horst · Huys ter Horst · Ten Hove (Grathem) · Ten Hove (Panningen) · Huis Brias · Huis Darth ·  Kasteel Hurpesch · Kasteel Sint-Jansgeleen · Kasteel Jerusalem · Kasteel Kaldenbroek · Den Kamp · Kasteel Karsveld · Kasteel Keverberg · Klein Paarlo · Klimmender Huuske · De Kolck · Koppelberg · Laar · Landsfort · Kasteel Lemiers · Kasteelruïne Lichtenberg · Kasteel Limbricht · Lonesteyn · Huize Lovendael · Mazenburg · Kasteel van Meerlo · Kasteel Meerssenhoven · Meezenbroek · Kasteel van Mheer · Middelaar · Kasteel Millen · Kasteel Montfort · Movert · Mulrode · De Munt · Château Neercanne · Kasteel Neubourg · Nienghoor · Huis Nierhoven · Kasteel Nieuwenbroeck · Nije Huys · Kasteel Nijenborgh · Kasteel Nijswiller · Nijthuysen · Kasteel Obbicht · Oedenrade · Kasteel Ooijen · Kasteel Oost (Valkenburg) · Kasteel Oost (Oost-Maarland) · Kasteel Ouborg · Overen · Kasteel Passarts-Nieuwenhagen · Prickenis · Prinsenhof · Puth · De Putting · Raath · De Raay · Ravenhof · Kasteel Reijmersbeek · Kasteel van Rijckholt · Kasteel Rivieren · Rodenbroek · Rosendaal · Kasteel Schaesberg · Kasteel Schaloen · Te Scharen · Schenkenburg · Kasteel Scheres · De Spijker (Geijsteren) · De Spijker (Leeuwen) · Huis Severen · Sibberhuuske · Château St. Gerlach · Spraland · Huis De Spyker · Huize Stalberg · Stalberg (Wellerlooi) · De Steeg · Kasteel Stein · Steinhagen · Steenen Huis · Stoel van Swentibold · Strijthagen (Landgraaf) · Strijthagen (Welten) · Struyver · Kasteel Terborgh · Terlinden (Wijnandsrade) · Terveurdt · Ter Weyer · Kasteel Ter Worm · De Tombe · Huis De Torentjes · Triest · Trippaert · Kasteel Vaalsbroek · Kasteel Vaeshartelt · Valkenburg · Vliek · De Vroenhof · Vrijburg · Kasteel Wambach · Warenberg · Well · Weyershof ·  Wijlre · Kasteel Wijnandsrade · Wijnandsrade · Wijnantshof · Wissegracht · Huize Witham · Kasteel Wittem · Wolfrath · Wylre